# Пузирьов Микита Олексійович
Микита Олексійович Пузирьов (1889 , Мала Деременкаd, Стародубський повіт, Чернігівська губернія, Російська імперія  — 10 жовтня 1941 , Маріуполь, Сталінська область ) — український політичний і господарський діяч. Депутат Верховної Ради УРСР 1-го скликання.

## Біографія
Син сільського коваля. До 18 років батракував у селі Мала Деременка на Стародубщині, тепер Мглинський район, Брянська область, Росія. У 1907 році — робітник заводу «Провіданс», м. Маріуполь. Потім три роки працював на шахті «Наклонна» № 7 у місті Юзівці. Знову повернувся до Маріуполя, поступив каталем у доменний цех, а в 1912 році перейшов до мартену заводу «Провіданс». Потім працював на маріупольському заводі «Нікополь» газувальником, зварником.
У 1918 році став бійцем Червоної Армії. Лише через п'ять років повернувся у Маріуполь і почав працювати на заводі імені Ілліча. З 1925 року — сталевар заводу.
Член ВКП(б) з 1925 року.
Був організатором ударних бригад на Маріупольському металургійному заводі імені Ілліча. Обирався депутатом Іллічівської районної ради міста Маріуполя, очолив рух стахановців металургійного заводу. Працював помічником начальника мартенівського цеху та інструктором стахановських методів праці Маріупольського металургійного заводу імені Ілліча.
26 червня 1938 року обраний депутатом до Верховної Ради УРСР 1-го скликання по Маріупольській-Іллічівській виборчій окрузі Сталінської області.
10 жовтня 1941 року розстріляний нацистами під час окупації Маріуполя.

## Нагороди
- орден Леніна (29.03.1939)